# Joao Rojas
Joao Robin Rojas Mendoza (n. La Troncal, Ecuador; 14 de junio de 1989) es un futbolista ecuatoriano. Juega como extremo y su equipo actual es la Asociación Deportiva Tarma de la Primera División del Perú.

## Trayectoria

### Inicios
A una edad temprana, ya había jugado más de 80 partidos como profesional. Comenzó en el Municipal Cañar como joven por doce meses. Al año siguiente, se trasladó al Deportivo Quevedo, pero fue trasladado a Barcelona por un tiempo.

### Técnico Universitario
En 2007, se trasladó al Técnico Universitario en la Serie B de Ecuador, donde comenzó su carrera real. Ese año ascendió a Primera División. En el 2008 fue llamado por primera vez para formar parte de la selección de Ecuador en noviembre. A finales de ese año, cuando el Técnico Universitario había quedado fuera de competición en el campeonato, fue cedido a préstamo por un par de partidos al River Plate de la Segunda Categoría, siendo en esa temporada premiado por la "Asociación Ecuatoriana de Radiodifusión (AER)" como el "mejor jugador juvenil del fútbol ecuatoriano", distinción que repitió al año siguiente.

### Club Sport Emelec
Llegó al Emelec de Ecuador a principios del 2009. En el 2010 con Emelec mejoró su rendimiento, fue campeón del torneo amistoso Copa del Pacífico, y disputó la Copa Libertadores 2010, donde anotó un gol y dio una asistencia.

### Monarcas Morelia

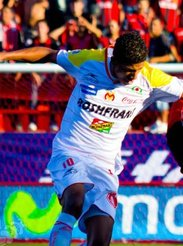
Joao Rojas jugando para el Monarcas Morelia

Emelec prestó Rojas a Morelia en enero de 2011, en su primera temporada Rojas anotó cinco goles en 22 partidos, dos de los cuales estaban en el partido de semifinales contra el Club América, y también anotó en la final contra la UNAM en casa, pero no pudo ganar el campeonato. Se mantuvo durante 3 temporadas en Morelia jugando 94 partidos y marcando 21 goles.

### Cruz Azul
El 5 de junio, en el draft apertura 2013, Joao Rojas fue transferido al Cruz Azul, y se le dio la camisa número 11. Su debut en el club se produjo el 20 de julio, ganando 1-0 ante Monterrey. El 26 de julio, Joao anotó su primer gol para Cruz Azul, perdiendo 3-2 ante Santos Laguna.

### Talleres
El 19 de julio de 2017 el sitio oficial del club anuncia la contratación del futbolista a préstamo por un año con opción de compra. Cruz Azul el 30 de julio de 2018 renovó el contrato del préstamo hasta julio de 2020.

### São Paulo
Para el 2018 es fichado a préstamo por el São Paulo Futebol Clube de Brasil. El 23 de noviembre de 2021 se informó que el club rescindió el contrato con el jugador.

### Orense
El 23 de marzo de 2022 fue anunciado como nuevo refuerzo de Orense Sporting Club de Machala, Ecuador.

### Deportivo Garcilaso
Para la temporada 2023 fue anunciado como refuerzo del Deportivo Garcilaso de la Liga 1 del Perú.

## Selección nacional
Ha sido internacional con la selección de fútbol de Ecuador en 11 ocasiones. Debutó contra la selección de México el 12 de noviembre de 2008 en un partido amistoso jugado en Phoenix, Arizona. El 11 de mayo de 2010 anotó su primer gol con la selección mayor, al anotarle al Philadelphia Union en un partido amistoso de entrenamiento que terminó empatado 1-1.
Volvió a la selección en 2011 tras su buen paso con Morelia, además anotó un gol ante Paraguay por la eliminatorias a Brasil 2014, pero su equipo perdió 2-1. En marzo de 2013 volvió a anotar gol esta vez en un amistoso contra la selección de El Salvador anotando el último gol de su selección en la goleada 5-0 donde también anotaron su compañero en Monarcas Morelia Jefferson Montero, Christian Benítez y Felipe Caicedo en 2 ocasiones.
El 13 de mayo de 2014 el técnico de la Selección Ecuatoriana, Reinaldo Rueda, incluyó a Rojas en la lista preliminar de 30 jugadores que representarán a Ecuador en la Copa Mundial de Fútbol de 2014. Fue confirmado en la nómina definitiva de 23 jugadores el 2 de junio.

### Participaciones en Copas del Mundo
| Mundial                        | Sede   | Resultado    | Partidos | Goles |
| ------------------------------ | ------ | ------------ | -------- | ----- |
| Copa Mundial de Fútbol de 2014 | Brasil | Primera fase | 1        | 0     |

### Eliminatorias mundialistas
| Eliminatorias      | Sede            | Resultado   | Partidos | Goles |
| ------------------ | --------------- | ----------- | -------- | ----- |
| Eliminatorias 2014 | América del Sur | Clasificado | 11       | 1     |

## Estadísticas

### Clubes
Actualizado al último partido disputado el 17 de agosto de 2025.
| Club                            | Div.                | Temporada           | Liga  | Liga  | Copa nacionales | Copa nacionales | Copa internacionales | Copa internacionales | Total | Total | Total  |
| Club                            | Div.                | Temporada           | Part. | Goles | Part.           | Goles           | Part.                | Goles                | Part. | Goles | Asist. |
| ------------------------------- | ------------------- | ------------------- | ----- | ----- | --------------- | --------------- | -------------------- | -------------------- | ----- | ----- | ------ |
| Técnico Universitario · Ecuador | 2.ª                 | 2007                | 36    | 3     | —               | —               | —                    | —                    | 36    | 3     | 0      |
| Técnico Universitario · Ecuador | 1.ª                 | 2008                | 31    | 3     | —               | —               | —                    | —                    | 31    | 3     | 0      |
| Técnico Universitario · Ecuador | Total club          | Total club          | 67    | 6     | 0               | 0               | 0                    | 0                    | 67    | 6     | 0      |
| Emelec · Ecuador                | 1.ª                 | 2009                | 32    | 6     | —               | —               | 4                    | 0                    | 36    | 6     | 2      |
| Emelec · Ecuador                | 1.ª                 | 2010                | 44    | 7     | —               | —               | 11                   | 4                    | 55    | 11    | 3      |
| Emelec · Ecuador                | Total club          | Total club          | 76    | 13    | 0               | 0               | 15                   | 4                    | 91    | 17    | 5      |
| Monarcas Morelia · México       | 1.ª                 | 2010-11             | 22    | 5     | —               | —               | 0                    | 0                    | 22    | 5     | 8      |
| Monarcas Morelia · México       | 1.ª                 | 2011-12             | 38    | 4     | 0               | 0               | 6                    | 3                    | 44    | 7     | 9      |
| Monarcas Morelia · México       | 1.ª                 | 2012-13             | 35    | 9     | 4               | 2               | —                    | —                    | 39    | 11    | 7      |
| Monarcas Morelia · México       | Total club          | Total club          | 95    | 18    | 4               | 2               | 6                    | 3                    | 105   | 23    | 24     |
| Cruz Azul · México              | 1.ª                 | 2013-14             | 32    | 8     | 0               | 0               | 8                    | 0                    | 40    | 8     | 3      |
| Cruz Azul · México              | 1.ª                 | 2014-15             | 28    | 4     | 0               | 0               | 5                    | 1                    | 33    | 5     | 1      |
| Cruz Azul · México              | 1.ª                 | 2015-16             | 30    | 3     | 3               | 0               | 0                    | 0                    | 33    | 3     | 5      |
| Cruz Azul · México              | 1.ª                 | 2016-17             | 22    | 5     | 10              | 4               | 0                    | 0                    | 32    | 9     | 4      |
| Cruz Azul · México              | Total club          | Total club          | 112   | 20    | 13              | 4               | 13                   | 1                    | 138   | 25    | 13     |
| Cruz Azul "B" · México          | 3.ª                 | 2014-15             | 2     | 0     | —               | —               | —                    | —                    | 2     | 0     | 0      |
| Cruz Azul "B" · México          | Total club          | Total club          | 2     | 0     | 0               | 0               | 0                    | 0                    | 2     | 0     | 0      |
| Talleres (C) Argentina          | 1.ª                 | 2017-18             | 25    | 1     | 1               | 0               | —                    | —                    | 26    | 1     | 6      |
| Talleres (C) Argentina          | Total club          | Total club          | 25    | 1     | 1               | 0               | 0                    | 0                    | 26    | 1     | 6      |
| São Paulo F. C. · Brasil        | 1.ª                 | 2018                | 18    | 1     | 0               | 0               | 2                    | 0                    | 20    | 1     | 5      |
| São Paulo F. C. · Brasil        | 1.ª                 | 2019                | 0     | 0     | 0               | 0               | —                    | —                    | 0     | 0     | 0      |
| São Paulo F. C. · Brasil        | 1.ª                 | 2020                | 1     | 0     | 0               | 0               | —                    | —                    | 1     | 0     | 0      |
| São Paulo F. C. · Brasil        | 1.ª                 | 2021                | 24    | 3     | 1               | 0               | 5                    | 1                    | 30    | 4     | 1      |
| São Paulo F. C. · Brasil        | Total club          | Total club          | 43    | 4     | 1               | 0               | 7                    | 1                    | 51    | 5     | 6      |
| Orense · Ecuador                | 1.ª                 | 2022                | 20    | 2     | 2               | 0               | —                    | —                    | 22    | 2     | 3      |
| Orense · Ecuador                | Total club          | Total club          | 20    | 2     | 2               | 0               | 0                    | 0                    | 22    | 2     | 3      |
| Deportivo Garcilaso · Perú      | 1.ª                 | 2023                | 27    | 5     | —               | —               | —                    | —                    | 27    | 5     | 8      |
| Deportivo Garcilaso · Perú      | Total club          | Total club          | 27    | 5     | 0               | 0               | 0                    | 0                    | 27    | 5     | 8      |
| ADT · Perú                      | 1.ª                 | 2024                | 29    | 10    | —               | —               | 1                    | 0                    | 30    | 10    | 3      |
| ADT · Perú                      | 1.ª                 | 2025                | 12    | 2     | —               | —               | 1                    | 0                    | 13    | 2     | 2      |
| ADT · Perú                      | Total club          | Total club          | 41    | 12    | 0               | 0               | 2                    | 0                    | 43    | 12    | 5      |
| Total en su carrera             | Total en su carrera | Total en su carrera | 508   | 81    | 21              | 6               | 43                   | 9                    | 572   | 96    | 70     |
| 1. 2. 3.                        |                     |                     |       |       |                 |                 |                      |                      |       |       |        |

### Resumen estadístico
| Torneo                        | Partidos | Goles |
| ----------------------------- | -------- | ----- |
| Serie A de Ecuador            | 127      | 18    |
| Copa Ecuador                  | 2        | 0     |
| Serie B de Ecuador            | 36       | 3     |
| Segunda División de México    | 2        | 0     |
| Primera División de México    | 207      | 38    |
| Copa México                   | 17       | 6     |
| Primera División de Argentina | 25       | 1     |
| Copa Argentina                | 1        | 0     |
| Brasileirão                   | 33       | 1     |
| Paulistão                     | 10       | 3     |
| Copa de Brasil                | 1        | 0     |
| Liga1 del Perú                | 68       | 17    |
| Total                         | 529      | 87    |
| Torneos internacionales       | 43       | 9     |
| Selección ecuatoriana         | 34       | 2     |
| Total                         | 77       | 11    |
| Total en su carrera           | 606      | 98    |

## Palmarés

### Campeonatos regionales
| Título              | Club            | País   | Año  |
| ------------------- | --------------- | ------ | ---- |
| Campeonato Paulista | São Paulo F. C. | Brasil | 2021 |

### Campeonatos internacionales
| Título                           | Club      | Sede   | Año  |
| -------------------------------- | --------- | ------ | ---- |
| Liga de Campeones de la Concacaf | Cruz Azul | México | 2014 |

### Distinciones individuales
| Distinción                                     | Año  |
| ---------------------------------------------- | ---- |
| Mejor jugador juvenil de la Serie A de Ecuador | 2008 |
| Mejor jugador juvenil de la Serie A de Ecuador | 2009 |